# Resident Evil: The Mercenaries 3D
Resident Evil: The Mercenaries 3D (укр. Оселя зла: Найманці 3D, яп. バイオハザード ザ・マーセナリーズ 3D) — відеогра у жанрі шутер від третьої особи, розроблена компанією TOSE та видана Capcom для портативної консолі Nintendo 3DS. Вийшла 2 червня 2011 року в Японії, 28 червня 2011 року в Північній Америці, 30 червня 2011 року в Австралії та 1 липня 2011 року в Європі. Анонс відбувся на конференції Nintendo 2010 року в Японії. Гра являє собою комбінацію мініігор «Найманці», представлених у Resident Evil 4 і 5, де гравці повинні перемогти якомога більше ворогів за встановлений часовий ліміт.

## Ігровий процес
Камера у грі розташована позаду гравця, рухаючись через 3D-середовище, яке промальовується в реальному часі. Гравці мають можливість прицілюватися з перспективи від першої особи, хоча також доступне прицілювання з-за плеча. Ще однією особливістю є можливість рухатися під час прицілювання, перезарядки зброї та відновлення здоров'я. Ігровий процес виводиться на верхній екран Nintendo 3DS, а управління інвентарем здійснюється на сенсорному екрані. Гравці можуть налаштовувати здібності своїх персонажів (позначені як «Навички») та спорядження зброї, отримуючи «Очки навичок» та «Рейтинг» на основі їхньої ігрової ефективності. У грі також доступні альтернативні костюми для кожного персонажа, наприклад, костюм медсестри для Ребекки або костюм з малюнком американського прапора для Баррі. Гра використовує Wi-Fi для спільної гри з гравцями з усього світу, а також нові режими та персонажів з усієї серії. У грі також доступна коротка демоверсія Resident Evil: Revelations, яка представляє Джилл Валентайн, котра досліджує безлюдний круїзний лайнер, населений дивною біоорганічною зброєю (БОЗ).
Серед ігрових персонажів — Кріс Редфілд, Джилл Валентайн, Альберт Вескер, Клер Редфілд, Джек Краузер, Баррі Бертон, Ребекка Чемберс і ХАНК, які змагаються на картах з Resident Evil 4 і 5.

## Розробка
Перед виходом гри було багато плутанини щодо того, чому в ній не можна було грати за Леона Кеннеді, головного героя серії. В одному з інтерв'ю продюсер Масачіка Кавата жартома заявив, що відсутність Леона пов'язана з його появою в майбутній Resident Evil: Operation Raccoon City, але зазначив, що включення Леона (та інших персонажів) у майбутнє доповнення не виключено.

## Сприйняття
| Агрегатор    | Оцінка |
| ------------ | ------ |
| GameRankings | 67.09% |
| Metacritic   | 65/100 |

| Видання               | Оцінка |
| --------------------- | ------ |
| 1Up.com               | D      |
| Destructoid           | 6/10   |
| Game Informer         | 8/10   |
| GameSpot              | 6.5/10 |
| IGN                   | 6.5/10 |
| Nintendo Life         | 7/10   |
| Nintendo World Report | 9/10   |
| VideoGamer.com        | 6/10   |

Гра спричинила скандал після виходу, коли з'ясувалося, що дані збереження гри не можна стерти. Це означало, що Capcom намагалася боротися з ринком вживаних ігор. Хоча віце-президент Capcom Крістіан Свенссон стверджує, що ця функція не була діловим рішенням, він заявляє, що подібна функція, ймовірно, не буде реалізована в майбутніх іграх з огляду на полеміку, яку вона викликала.
Resident Evil: The Mercenaries 3D отримала змішані відгуки від критиків. Nintendo Gamer написали першу рецензію і оцінили гру на 82%. Tech Digest оцінили її на 5/5, зазначивши: «Кілька ключових покращень в ігровому процесі порівняно з першими версіями та чудові візуальні ефекти роблять її другим маст-хевом для 3DS за останні кілька тижнів». IGN поставили менш позитивну оцінку в 6,5 балів, зазначивши, що хоча ігровий процес приємний, але наповнення недостатнє. Game Informer у своєму огляді були дуже позитивними, оцінивши гру на 8/10, і навіть заявили, що, незважаючи на деякі недоліки, «це найзахопливіша гра на портативній консолі, яку ми коли-небудь грали». Destructoid оцінили гру на 6 балів з 10, зазначивши, що «гра приносить задоволення, але коштує занадто дорого для чогось подібного». Joystiq оцінили гру на 2,5 з 5 зірок, зазначивши: «Це могла б бути ідеальна для портативної платформи багатокористувацька гра, але з її обмеженим контентом і боями, що швидко набридають, Mercenaries 3D є не більше ніж перевіркою концепції за повну ціну». Nintendo World Report поставили грі 9 балів і зазначили, що «якщо ви шукаєте оптимізовану для портативних пристроїв інтенсивну гру з високими рейтингами, в основі якої лежить вбивство зомбі-подібних ворогів, то це саме те, що вам потрібно».